# Wanda Brysz
Wanda Brysz (ur. 1929, zm. w grudniu 2019 w Genewie) – polska dziennikarka i działaczka społeczna.
Była wieloletnią kierowniczką łódzkiego oddziału redakcji tygodnika Przyjaciółka. Następnie wraz z mężem Julianem Bryszem przebywała na emigracji w Szwajcarii, gdzie w 1981 wraz z Marią Estraicher była założycielką Stowarzyszenia Pro Polonia zajmującym się pomocą charytatywną Polakom w kraju, w szczególności więźniom politycznym i osobom internowanym. W 2017 za wybitne zasługi w działalności polonijnej i charytatywnej została odznaczona Krzyżem Oficerskim Orderu Zasługi Rzeczypospolitej Polskiej.
Zmarła w grudniu 2019 w Genewie.